# Май Цзя
Май Цзя (кит. трад. 麥家, упр. 麦家, пиньинь  Mài Jiā, палл. Май Цзя; род. в 1964 году) — современный китайский писатель и сценарист. По таким его романам, как «Заговор» и «Послание» были сняты фильмы, а по роману «Расшифровка» был выпущен телесериал. Китайский писатель также участвовал в работе над сценарием к фильму «Расшифровка». Май Цзя получил седьмую литературную премию Мао Дуня за роман «Заговор». Данное произведение переведено на более чем 30 языков мира. Роман «Расшифровка» переведён на более чем 33 языка.

## Биография

### Тяжёлое детство
Родился в 1964 году в деревне Цзямэнкоу уезда Фуян города Ханчжоу.
Родители Май Цзя были обыкновенными крестьянами, их семья жила бедно. У автора было тяжёлое детство. С ним никто не хотел дружить и даже учитель оскорблял его при учениках. Со слов Май Цзя, основной причиной являлось то, что его отец был обвинен в контрреволюционной деятельности. Ещё ребёнком, Май Цзя, записывал всё происходящее в дневник, стал его другом и единственным способом общения с миром. Май Цзя вёл дневник больше 10 лет. Когда он читал произведения других писателей, то заметил, что существует немалое количество рассказов, которые своим содержанием похожи на его записи в дневнике. После этого Май Цзя решил начать писать свои произведения.

### Путь становления писателем
В 1981 году писатель сдал вступительные экзамены в институт. Он получил 100 баллов по математике, 98 по физике и 60 баллов по китайскому языку и поступил в Инженерно-технологический институт НОАК на радиотехнический факультет. Данное учебное заведение подготавливало будущих военных разведчиков. После выпуска Май получил работу в разведывательной службе. Именно это событие подтолкнуло его на написание таких романов, как «Расшифровка» и «Заговор».
В 1986 году решил написать рассказ, собранный из его записей в дневнике и назвал его «Личная тетрадь». В этом же году Май Цзя отправил свой рассказ в журнал «Куньлунь». Среди множества рассказов, присылаемых в «Куньлунь», главный редактор данного журнала решил опубликовать произведение Май Цзя, так как ему очень понравился необычный стиль автора. В первом выпуске 1988 года журнала «Куньлунь» было опубликовано ещё одно произведение Май Цзя — «Жизнь на Бермудских островах». За этот рассказ писатель был награждён премией за самый выдающийся роман 1988 года. В 1989 году после написания ещё одного успешного романа — «Модуляция», автор решил получить ещё одно образование, связанное с литературой. Таким образом, Май Цзя поступил в Академию искусств НОАК на факультет литературного творчества. В 1995 году издательство Академии искусств НОАК опубликовало сборник рассказов Май Цзя — «Фиолетовый секрет, чёрный секрет».
С 1980 по 1997 года писатель занимался своей карьерой. Сначала он был курсантом военного училища, затем разведчиком, сотрудником пресс-службы и, наконец, начальником рекламного отдела. На этой должности, в общей сложности, Май Цзя находился 11 лет. С 2008 года он официально стал писателем. В 2013 году Май Цзя занял пост председателя союза писателей провинции Чжэцзян.
В апреле 2008 года Май Цзя был вознаграждён 6-й ежегодной премией в области литературы за роман «Послание».

### Возвращение в родные края
Из-за тяжёлого детства, проведённого в родных краях, Май Цзя всегда было трудно возвращаться домой. В маленьком рассказе о городе Фуян, написанном в 2007 году, Май Цзя отмечал, что совсем не скучает по родным местам:
«Спустя 30 лет я всё ещё с содроганием вспоминаю детство, проведённое в Фуяне. И вроде с того ужасного времени уже прошло так много лет, но я до сих пор не могу его забыть. 28 августа 1981 года я уехал из Фуяна. Тогда я совсем не придавал значения тому, что покидаю родные края. Я даже не мог себе представить, что в будущем стану чужим для своего города. Конечно, осознавать это немного грустно, но сейчас я понимаю, что на данный момент я абсолютно свободен и доволен своей жизнью. Когда-то я дал себе слово, что даже, если у меня и будет время навестить своих родственников в Фуяне, то я буду делать это так, чтобы никто и не заметил моего приезда. На данный момент я избегаю своих родных мест, где я вырос, а также хочу распрощаться со всеми своими воспоминаниями о данных краях».
Однако после публикации данной статьи Май Цзя всё же пришлось отправиться в Фуян по причине того, что его отцу был поставлен диагноз — болезнь Альцгеймера.

### Начало профессиональной деятельности
В августе 2008 года Май Цзя переехал в Ханчжоу и стал участником ассоциации ВАРЛИ. В ноябре 2008 года писатель был награждён 7-й премией Мао Дуня за роман «Заговор». В 2009 году по мотивам романа Май Цзя «Послание» был снят фильм, режиссёром которого являлись Чэнь Гофу и Гао Цюньшу. В данной кинокартине снимались такие актёры, как Ли Бинбин, Чжоу Сюнь, Су Юпэн, Хуан Сяомин и многие другие звёзды китайского кинематографа. Кассовый сбор этого фильма составлял 270 миллионов юаней. Данная кинокартина являлась прорывом для китайского кинематографа.. На 17-м студенческом кинофестивале в Пекине кинокартина «Послание» получила награду за лучший фильм года.
В июне 2014 года была выпущена западная версия романа Май Цзя «Расшифровка» тиражом 30 000 экземпляров и стала самой продаваемой книгой года по версии испанского издательства «Planeta». На данный момент Май Цзя подписал договор с издательствами таких стран, как США, Великобритания, Испания, Россия, Германия, Израиль, Турция, Польша, Венгрия, Швеция и Чехия. Шестого декабря 2014 года по версии еженедельного журнала «The Economist» роман Май Цзя «Расшифровка» вошёл в десятку лучших романов года.

## Произведения
| Тип произведения  | Название произведения (на рус. и на кит.)                        | Дата публикации | Примечание |
| ----------------- | ---------------------------------------------------------------- | --------------- | --- |
| Сборник рассказов | «Фиолетовый секрет, чёрный секрет», «紫密黑密»                   | 1994 год        | |
| Сборник рассказов | «Подземное небо», «地下天空»                                     | 2002 год        | По мотивам рассказов снят телесериал с таким же названием. |
| Роман             | «Расшифровка» «解密»                                             | 2002 год        | Самый высокий рейтинг продаж в Китае и за рубежом (среди всех китайских романов, вышедших в 2002 году). По мотивам романа был снят телесериал с таким же названием. |
| Роман             | «Заговор» «暗算»                                                 | 2003 год        | По мотивам этого романа был снят телесериал с таким же названием, а по первой главе этой книги был снят фильм «Слушатель ветра» «听风者».                           |
| Сборник рассказов | «Пусть человек в маске говорит», «让蒙面人说话»                  | 2004 год        | |
| Сборник рассказов | «Военные действия», «军事»                                       | 2005 год        | |
| Сборник рассказов | «Истории, наполненные любовью и печалью», «充满爱情和凄楚的故事» | 2005 год        | |
| Роман             | «Вой ветра» «风声»                                               | 2007 год        | По мотивам этого романа был снят фильм с таким же названием, телесериал «Легенда о ветре» «风声传奇» и спектакль «Вой ветра».                                       |
| Сборник рассказов | «Голос неба», «天外之音»                                         | 2007 год        | |
| Маленький рассказ | «Половина жизненного пути», «人生中途»                           | 2009 год        | |
| Сборник рассказов | «Чёрная родинка», «黑记»                                         | 2009 год        | |
| Роман             | «Слухи» «风语», в двух томах                                     | 2010 год        | По мотивам этого романа был снят телесериал с таким же названием.                                                                                                   |
| Роман             | «Острие ножа» «刀尖», в двух томах                               | 2011 год        | По мотивам этого романа был снят телесериал «Ходьба по острию ножа» «刀尖上行走».                                                                                   |
| Маленький рассказ | «Невымышленный Я», «非虚构的我»                                  | 2013 год        | |
| Сборник рассказов | «Тетрадь Чэнь Хуанань», «陈华南笔记本»                           | 2013 год        | |

## Переводы произведений на русском языке
- Заговор / Май Цзя; пер. с китайского Евгении Митькиной. — СПб.: Гиперион, 2016. — 397 с. — (Библиотека китайской литературы). ISBN 978-5-89332-246-0
- Расшифровка / Май Цзя; пер. с китайского Ольги Кремлиной. — СПб.: Эксмо (Inspiria), 2023. ISBN 978-5-04-188589-2